# Зелёная комната (фильм, 2015)
«Зелёная комната» (англ. Green Room) — американский экшн-триллер 2015 года, снятый режиссёром Джереми Солнье по собственному сценарию. В главных ролях снимались Антон Ельчин, Имоджен Путс, Алия Шокат и Патрик Стюарт. Фильм повествует об участниках панк-рок-группы, после концерта ставших свидетелями убийства девушки в гримёрной комнате и атакованных скинхедами.
Съёмки фильма начались в октябре 2014 года в Портленде, Орегон. В 2015 году фильм был показан на Каннском фестивале. Прокат в кинотеатрах начался с ограниченного показа 15 апреля 2016 года, в широком прокате фильм появился 13 мая.

## Сюжет
Пэт, Сэм, Рис и Тайгер — участники панк-рок-группы «Неправые» (англ. The Ain't Rights). Они путешествуют на микроавтобусе по западному побережью США. Концерт в Портленде, организованный местным промоутером Тэдом, практически не приносит выручки, и тогда он предлагает группе другой концерт — в загородном заведении, которое принадлежит скинхедам. Группа начинает выступление с провоцирующей песни Nazi Punks Fuck Off! группы Dead Kennedys, но дальше концерт проходит успешно.
После концерта Пэт возвращается в гримёрку, чтобы забрать оставленный там телефон. Там он застаёт нескольких скинхедов и труп девушки по имени Эмили с ножом в черепе. Эмбер, подруга убитой, просит Пэта позвонить в полицию. Он успевает лишь набрать номер, после чего его останавливают Гейб и Большой Джастин, работники клуба. Всех музыкантов отводят в гримёрку, изымают телефоны, Большой Джастин, угрожая револьвером, не даёт никому покинуть помещение.
Тем временем об инциденте сообщают Дарси Бэнкеру, пожилому хозяину клуба и лидеру местной группировки скинхедов. Он приказывает найти двух лояльных добровольцев, которые имитируют драку с неопасным ножевым ранением и сдаются приехавшим полицейским. После того, как полицейские уезжают, Дарси сообщает своей банде, что музыкантов и Эмбер нельзя оставлять в живых.
Музыкантам удаётся отнять револьвер у Большого Джастина. Дарси в ходе переговоров пытается убедить их, что единственная причина, по которой их удерживают, заключается в этом револьвере, который не должен оказаться в распоряжении полиции, и предлагает им телефон и гарантию безопасности в обмен на револьвер. Пэт соглашается, приоткрывает дверь и уже протягивает Дарси револьвер, когда замечает остальных членов банды. Получив несколько глубоких порезов и открытый перелом запястья, Пэт вынужден бросить оружие. Большой Джастин пытается атаковать, в ходе завязавшейся потасовки Эмбер убивает его ножом.
В поисках выхода заложники обнаруживают в подвале под гримёркой нарколабораторию, но единственный выход из подвала оказывается запертым снаружи. Вооружившись подручными средствами, они пытаются выбраться из гримёрки через помещение клуба, где их атакует собака, которая убивает Тайгера. Эмбер, Пэту и Сэм удаётся отбиться и вернуться в гримёрку, Рис пытается сбежать через окно, но его убивают поджидавшие в засаде скинхеды. Дарси отправляет Дэниэла, сообщив ему, что Эмили убил кто-то из музыкантов. Он врывается в гримёрку, но Эмбер успевает рассказать ему правду о настоящих убийцах и мотиве — Эмили убили за то, что она хотела уйти из группировки вместе с Дэниэлом. Он соглашается помочь заложникам и все вместе они предпринимают очередную попытку прорыва. Дэниэл и Сэм погибают, Эмбер получает огнестрельное ранение в ногу, вместе с Пэтом они снова отступают в гримёрку.
Дарси отправляет двоих скинхедов добить Пэта и Эмбер, оставляет Гейба заметать следы, а с остальными отправляется к своему дому, чтобы инсценировать версию гибели музыкантов для полиции: якобы погибшие вторглись на частную территорию с целью грабежа и стали жертвой сторожевых собак. Пэту и Эмбер удаётся убить нападавших, атаковав их из засады. Вместе с Гейбом, которого они держат под прицелом, уцелевшие направляются через лес в поисках помощи. По дороге они обнаруживают и убивают Дарси, Кларка (заводчика бойцовых собак) и ещё одного скинхеда. Гейб добирается до ближайшего посёлка и просит вызвать полицию.

## В ролях
| Актёр             | Роль                         |
| ----------------- | ---------------------------- |
| Антон Ельчин      | бас-гитарист Пэт             |
| Алия Шокат        | гитаристка Сэм               |
| Джо Коул          | барабанщик Рис               |
| Каллум Тёрнер     | вокалист Тайгер              |
| Имоджен Путс      | Эмбер свидетельница убийства |
| Патрик Стюарт     | лидер скинхедов Дарси Бэнкер |
| Мэйкон Блэр       | работник клуба Гейб          |
| Марк Уэббер       | скинхед Дэниэл               |
| Кай Леннокс       | Кларк                        |
| Эрик Эдельштейн   | вышибала Большой Джастин     |
| Сэмуэль Саммер    | Джонатан                     |
| Дэвид Томпсон     | промоутер и радиоведущий Тэд |
| Колтон Расчейнски | Алан                         |

## Создание
Съёмки начались в октябре 2014 года в Портленде, Орегон. Дом Тэда находился в Астории, Орегон, а сцены в лесу снимались в заповеднике Маунт-Худ.

## Критика
По состоянию на февраль 2017 года, рейтинг фильма на сайте Rotten Tomatoes на основе 203 отзывов составляет 90 %. Критики отметили, что Джереми Солнье удалось создать нестандартный образец далеко не нового жанра «криминальной осады». Джейсон Горбер и Зак Бэйрон в своих рецензиях упоминают сходство «Зелёной комнаты» с классическим триллером Сэма Пекинпы «Соломенные псы», который послужил режиссёру в качестве основного источника вдохновения, но замечают, что фильм Солнье получился более напряжённым за счёт непрерывного поддержания атмосферы страха и обречённости. Важную роль в создании этой атмосферы помимо грамотного использования сцен насилия критики отводят Патрику Стюарту, исполнителю роли Дарси, хладнокровного, умудрённого опытом главаря, спокойным голосом отправляющего своих подчинённых «устранить неприятную проблему»:

Интеллигентный и мягкий на вид, на деле это расчетливый и жестокий убийца, для которого убить или не убить – не вопрос, вопрос только в том, как это провернуть, чтобы не бросить на себя тень подозрения.— Рецензия Бориса Хохлова

### Списки лучших 10 фильмов
Многие кинокритики включили «Зелёную комнату» в список лучших фильмов 2016 года:
- 2-е место – Джош Белл, Las Vegas Weekly[18]
- 3-е место – Ник Шейгер, Esquire[18]
- 3-е место – Джесси Хэссенджер, The A.V. Club[18]
- 4-е место – Станислав Зельвенский, Afisha Daily[11]
- 4-е место – Эрик Снайдер, Salt Lake City Weekly[англ.][18]
- 5-е место – Стив Дэвис, The Austin Chronicle[18]
- 5-е место – Ноэл Мюррей, The A.V. Club[18]
- 6-е место – Эндрю Райт, Salt Lake City Weekly[18]
- 7-е место – Йен Ямато, The Daily Beast[18]
- 9-е место – Джош Капеки, The Austin Chronicle[18]
- 9-е место – Роберт Хортон, Seattle Weekly[англ.][18]
- 9-е место – Джейсон Бэйли, Flavorwire[англ.][18]
- 10-е место – Винс Манчини, Uproxx[англ.][18]